# Karabiner 98k
A Mauser Karabiner 98 Kurz (más nevén Kar98k, K98, K98k) a német hadsereg alapvető lövészfegyvere volt a második világháborúban.

## Leírása
A Gewehr 98 típusú Wilhelm és Paul Mauser által megálmodott konstrukción alapul. A Mauser kar98k-t 1935-ben rendszeresítette a Wehrmacht. Gyártása a Birodalomban 1935-1945 között tartott. A Mauser gyáron kívül számos helyen gyártották, például a megszállt Csehszlovákiában Brnóban, Ausztriában a Steyr gyárban. Minden egyes gyárnak volt egy 2-3 betűből és a gyártási évből álló kódja, ezt a fegyveren feltüntették, például az ausztriai Steyr gyár által gyártott puskákon a BNZ40 -45 szerepelt, de a korai szakaszban gyártottak 660-as jelzéssel is.  A kar98k elnevezése a következőkből tevődik össze: kar-karabély 98-alapmodell(gewehr98) és k-kurz(rövid). Másik elődje az első világháborúban használt kar98a. Felépítése alapvetően egyszerű, megbízható puska. Kalibere 7,92mm. A 7,92X57mm-es szerelt puskalőszert tüzeli, készült belőle .22-es kaliberű kivitel is. Forgó-tolózáras ismétlőpuska, 5 lőszer befogadására alkalmas belső tárral rendelkezik. A fegyver töltése történhet 5 lőszeres töltényűrköteggel, vagy úgy, hogy egyenként helyezzük bele a lőszereket. Irányzéka íves csapó irányzék 100-2000 méter között van beosztva, 100 méterenként lehet állítani. Gyakorlati lőtávolsága lövőtől függően 500-600 méter. Biztosítása a forgó-tolózáron található pillangókarral történik, három állása van: 1.balra áll(kibiztosítva, a fegyver tűzkész) 2.középen függőlegesen áll(biztosítva de a zár nyitható) 3.jobbra áll(biztosítva, a zár nem nyitható). Mesterlövész fegyverként Zf 41,Ajack 4X típusú távcsővel szerelték fel főként. Puskagránát kilövésére is alkalmas a puska a Schießbecher toldalék segítségével. A háború előrehaladtával az anyagokon takarékoskodtak és így elhagyták a bajonettrögzítőt, de voltak olyan gyárak, ahol a csapó irányzékot is lehagyták és egyszerű nyílt irányzékra cserélték.

## Története
A Szovjetunió óriási mennyiséget zsákmányolt ebből a fegyverből, támogatásként adott a vietnámi háború alatt az észak-vietnámi hadseregnek is. Izrael is alkalmazta 7,62X51mm-es lőszerrel, javarészt az eredeti német fegyverekből átalakítva. Összességében a fegyver hatalmas mennyiségben készült és mind a mai napig megtalálható sportlövészeknél, vadászoknál, a világ szinte bármely pontján.